# Cipli
Cipli (Mugilidae) su porodica riba iz reda Mugiliformes. Obitava po cijelom svijetu, u obalnim umjerenim i tropskim vodama, a neke se vrste mogu naći i u slatkim vodama. Cipli su važan izvor hrane na Mediteranu još iz vremena Rimskog Carstva. Ova porodica uključuje 75 vrsta u 20 rodova, od čega oko polovice vrsta pripada rodovima Liza and Mugil.

## Razdioba
Rodovi:
1. Agonostomus
2. Aldrichetta
3. Cestraeus
4. Chaenomugil
5. Chelon
6. Crenimugil
7. Ellochelon
8. Joturus
9. Liza
10. Moolgarda
11. Mugil
12. Myxus
13. Neomyxus
14. Oedalechilus
15. Paramugil
16. Rhinomugil
17. Sicamugil
18. Trachystoma
19. Valamugil
20. Xenomugil